# Buenos Aires Standard
El Buenos Aires Standard (Estandarte de Buenos Aires, antes The Standard or River Plate News o Buenos Ayres Standard) fue un periódico en idioma inglés publicado en Buenos Aires entre el 1 de mayo de 1861 y el 5 de febrero de 1959. Fue fundado por los hermanos Michael Mulhall y Edward Thomas Mulhall.
Inicialmente tenía una frecuencia semanal, después diaria y/o semanal al mismo tiempo por distintos períodos. Tuvo algunos cambios en el título —The Standard and River Plate News, The Standard: (El Estandarte), etc. Decía ser el primer periódico de habla inglesa en el hemisferio sur.  Se volvió el más antiguo y prestigioso periódico en inglés de Sudamérica.
Como fuente importante de la historia argentina, está siendo digitalizado y puesto en línea por la Universidad de San Andrés.